# CF Oaxtepec
Der Club de Fútbol Oaxtepec war ein mexikanischer Fußballverein aus der gleichnamigen Kleinstadt im Bundesstaat Morelos. Seine Gründung erfolgte 1979 unter der Schirmherrschaft des Instituto Mexicano del Seguro Social (IMSS), dem Mexikanischen Institut für Soziale Sicherheit. Diese Einrichtung der mexikanischen Regierung wurde 1943 vom damaligen Präsidenten Manuel Ávila Camacho als Reaktion auf entsprechende Forderungen der Arbeiterklasse ins Leben gerufen und hat das Ziel, die Gesundheit der Bevölkerung zu erhalten und zu fördern. Unter der Regie des IMSS erfolgte Anfang der 1980er Jahre auch die Gründung des wesentlich bekannteren Club Santos Laguna.

## Geschichte
Der ursprünglich als CF Oaxtepec-IMSS ins Leben gerufene Verein startete 1979/80 in der dritten Liga, die auf Anhieb gewonnen wurde, wodurch der unmittelbare Aufstieg in die zweite Liga gelang. In der Saison 1981/82 gewann Oaxtepec auch diese Liga und stieg somit in die Primera División auf. Dort belegte der Verein in den Spielzeiten 1982/83 und 1983/84 zunächst den 16. und anschließend den 15. Platz von jeweils 20 Teilnehmern, so dass die Mannschaft aus Morelos den Abstieg stets verhindern konnte. Zu Beginn der Saison 1984/85 wurde die Mannschaft nach Puebla transferiert und in die Angeles de Puebla umbenannt.

## Spielort
Die Heimspielstätte des Vereins war das Estadio Unidad Deportiva del IMSS.

## Berühmte Spieler
Die wohl berühmteste Persönlichkeit der Halcones (Falken), wie der Spitzname der Truppe lautete, war der mit einer Mexikanerin verheiratete Argentinier Ricardo La Volpe. Der spätere Coach der mexikanischen Nationalmannschaft (während des Confederations Cup 2005 und der Fußball-WM 2006) beendete hier seine Torwartkarriere am Ende der Saison 1982/83 und gab hier 1983/84 sein Trainerdebüt.
Weitere bekannte Spieler waren Alberto Jorge und Víctor Manuel Vucetich.